# François Barois
François Barois o Barrois, nacido en 1665 en París y fallecido en 1726 en la misma ciudad, fue un escultor francés. Residente en la Academia de Francia en Roma.

## Datos biográficos
Nacido en París en 1665.
en 1682 ganó el segundo premio de Roma en escultura por detrás de Nicolas Coustou. ambos viajaron a Roma al año siguiente, pensionados en la Academia de Francia en Roma. Allí Barois, realizó una copia de la Venus Calipigia para Luis XIV. En Italia permaneció hasta el año 1686.
La muerte de Cleopatra fue su obra de admisión para la Academia Real de Pintura y Escultura de París en 1700, actualmente se encuentra en el Museo del Louvre. Otras tres de sus obras también están en el Louvre: La Primavera y el Otoño ( de la serie de las estaciones) y Pomona.
Barois fue uno de los miembros del gran equipo de escultores dedicados a la reaqlización de jarrones decorativos y otros elementos escultóricos de los jardines de Versalles. 

## Obras
Entre las mejores y más conocidas obras de François Barois se incluyen las siguientes:
- Copia de la Venus Calipigia, Roma 1683-1686. mármol , en el Museo del Louvre.

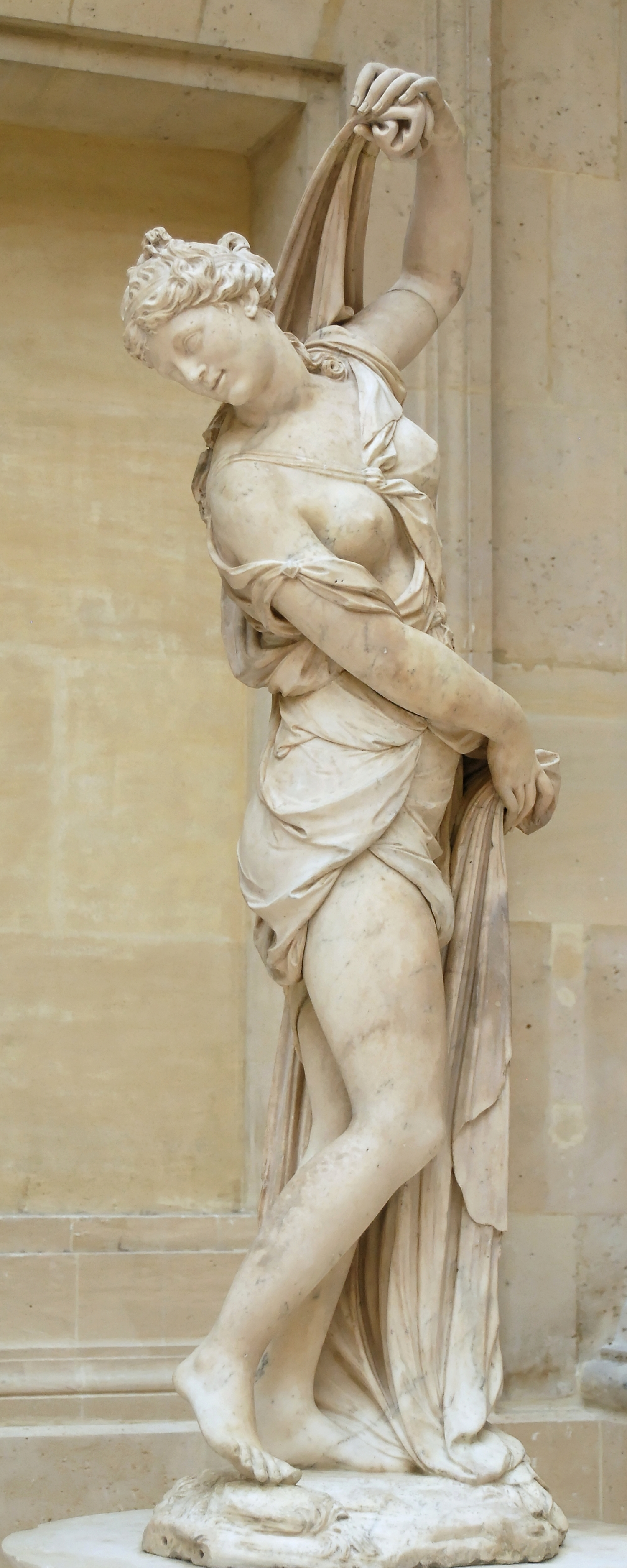
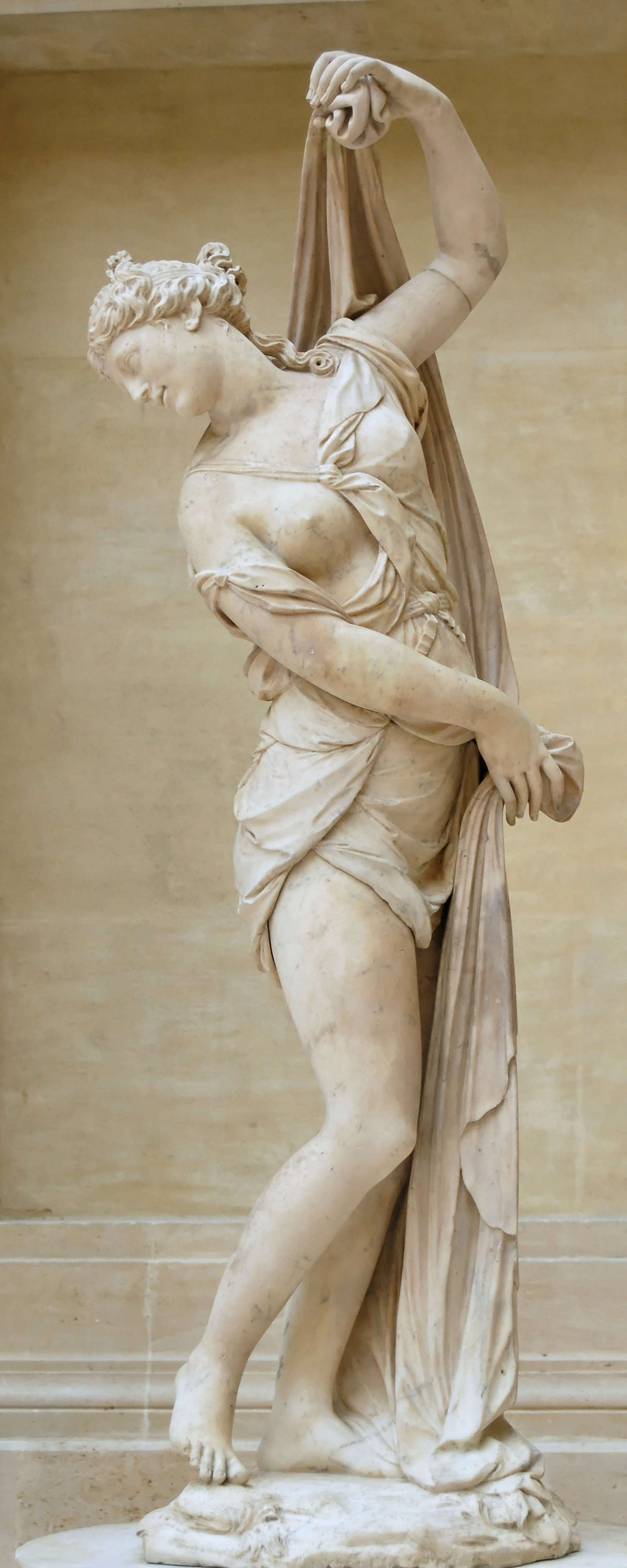
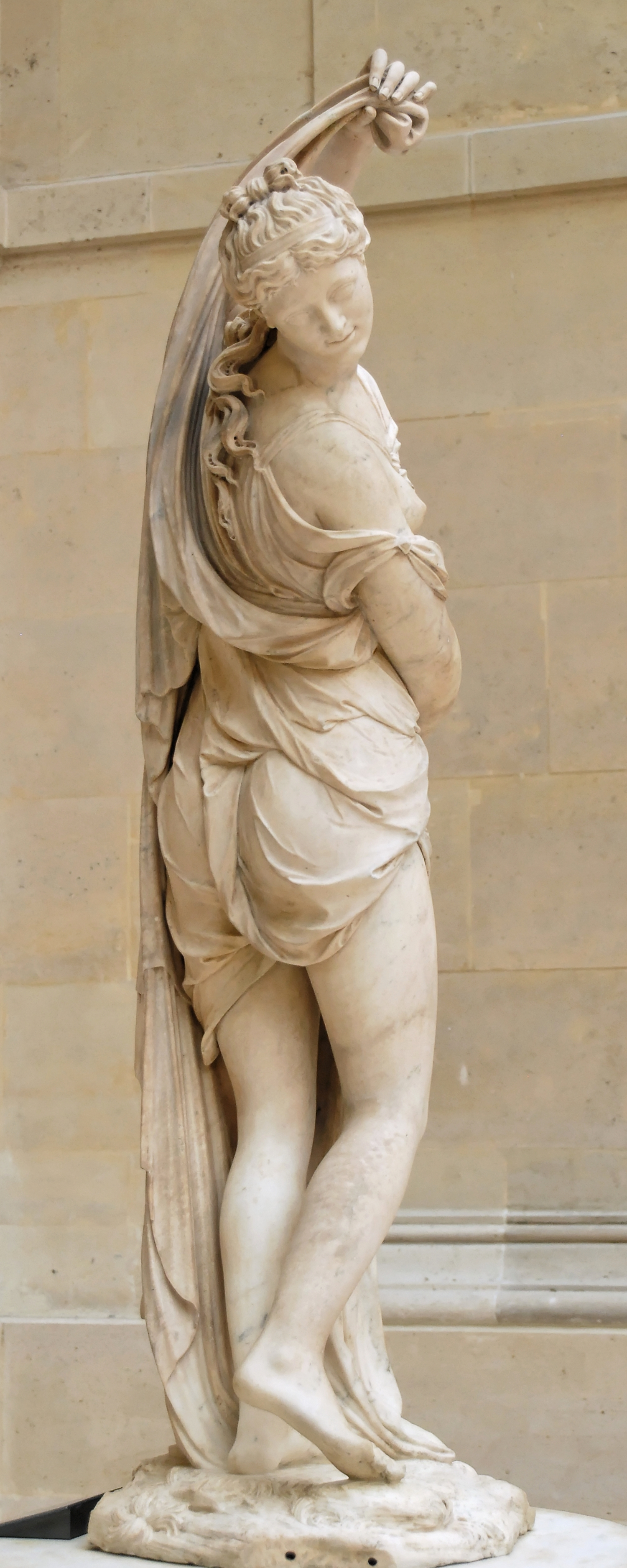

- La muerte de Cleopatra ,1700 , mármol, en el Museo del Louvre.
- La Primavera, Pomona,[2] en el Museo del Louvre( de la serie de las estaciones) , original en el Museo del Louvre. Una copia sustituye al original en el jardín de las Tullerías desde 1993.

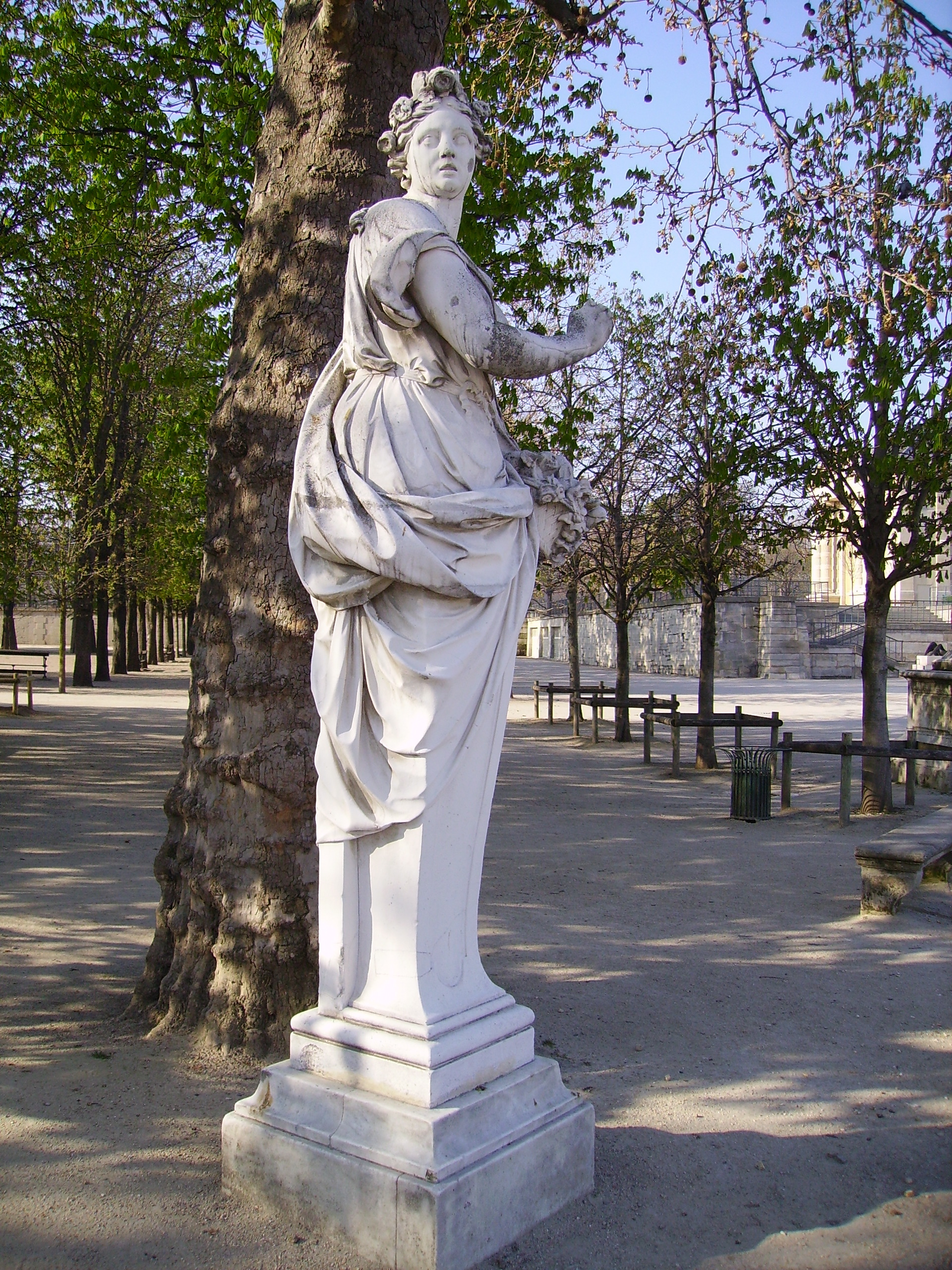
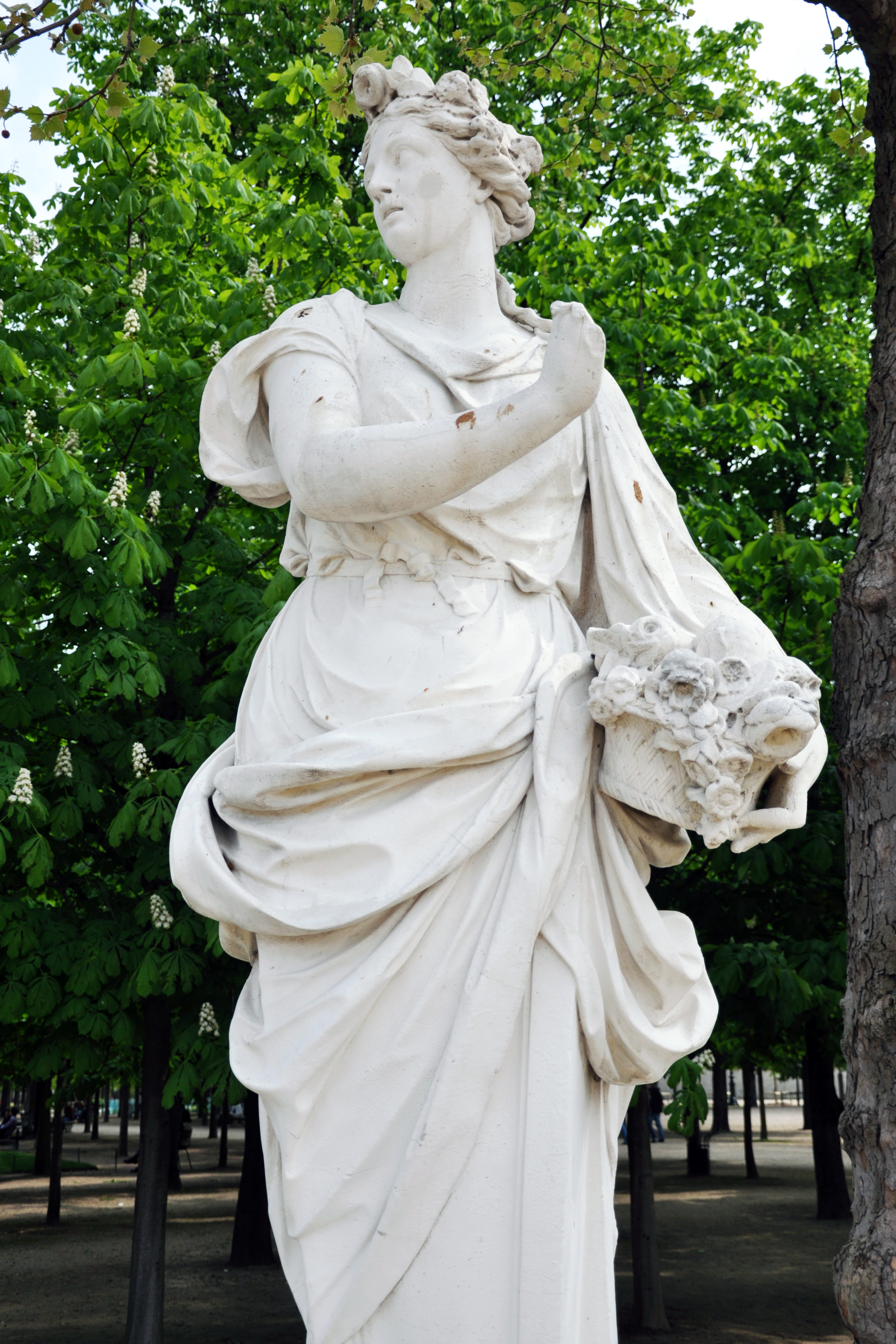

- El Verano ( de la serie de las estaciones) , original en el Museo del Louvre. Una copia en el jardín de las Tullerías.

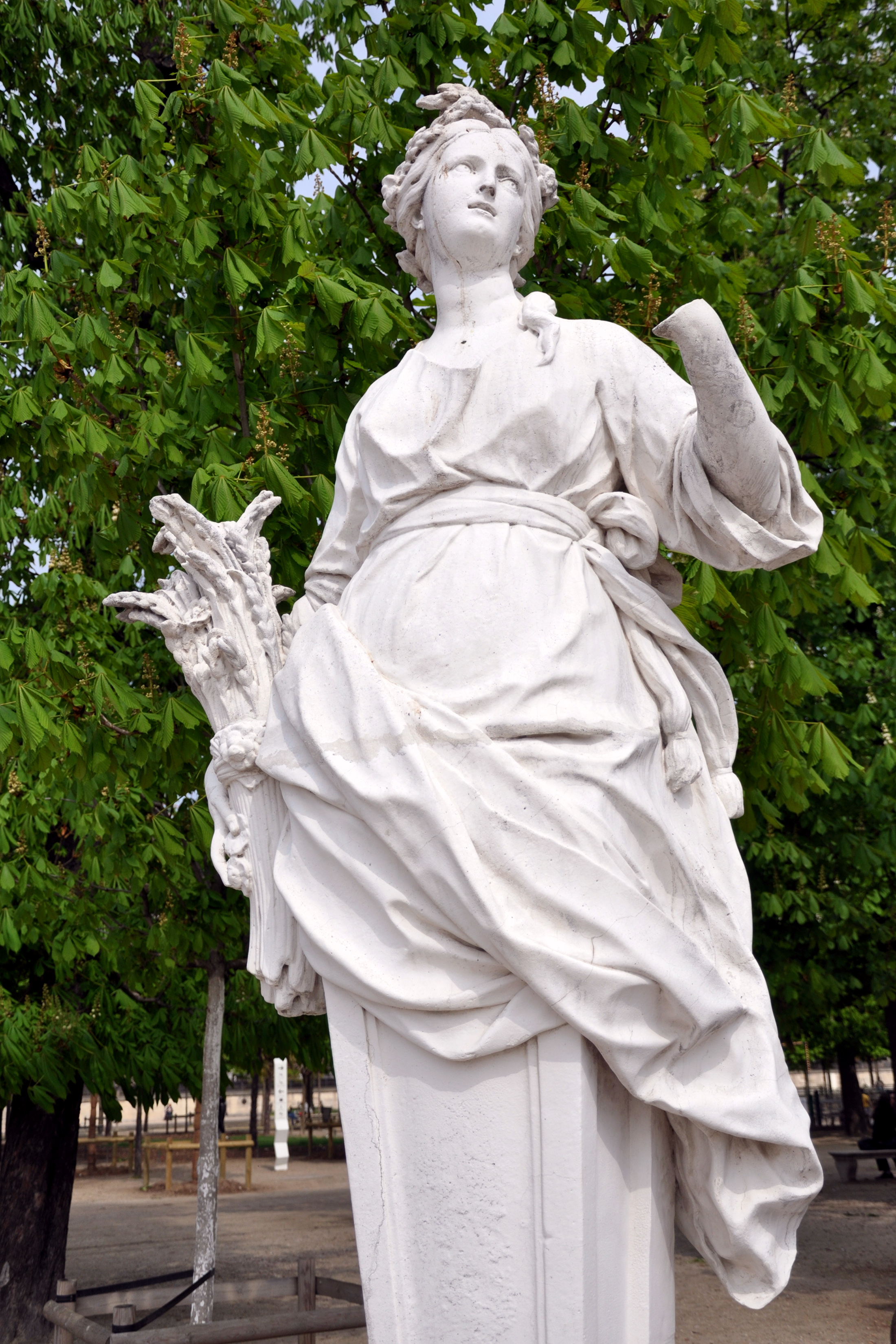
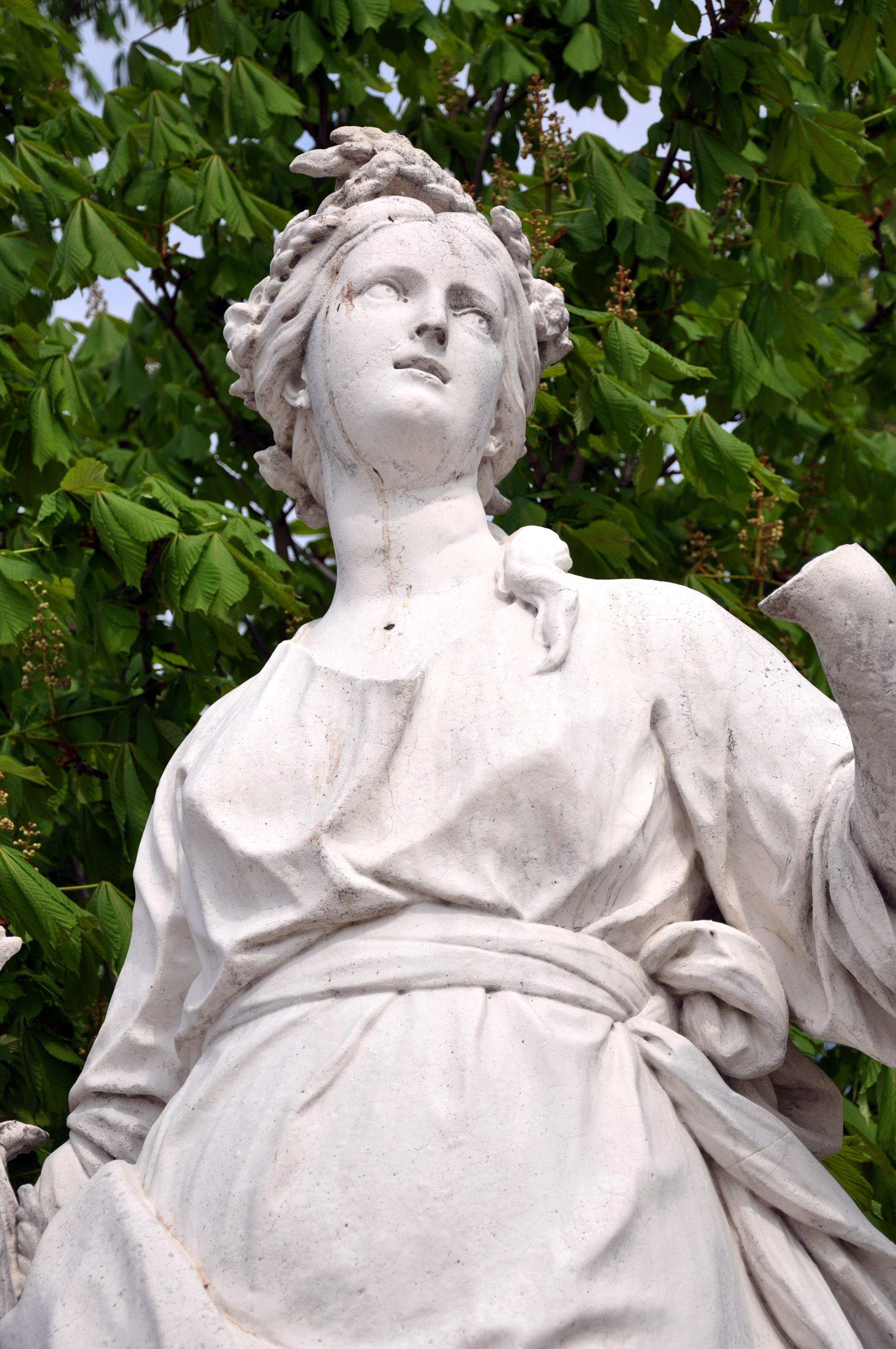
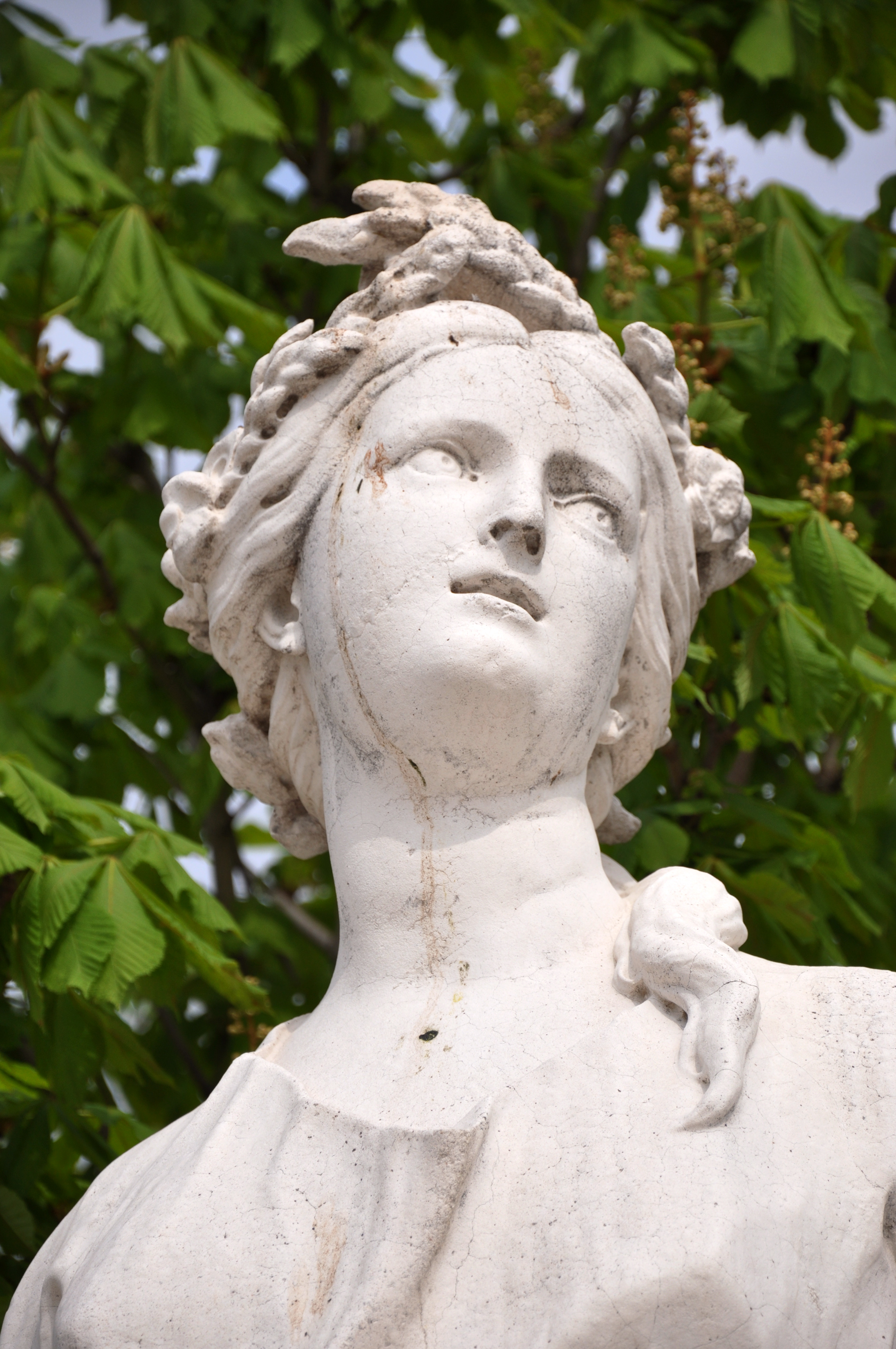

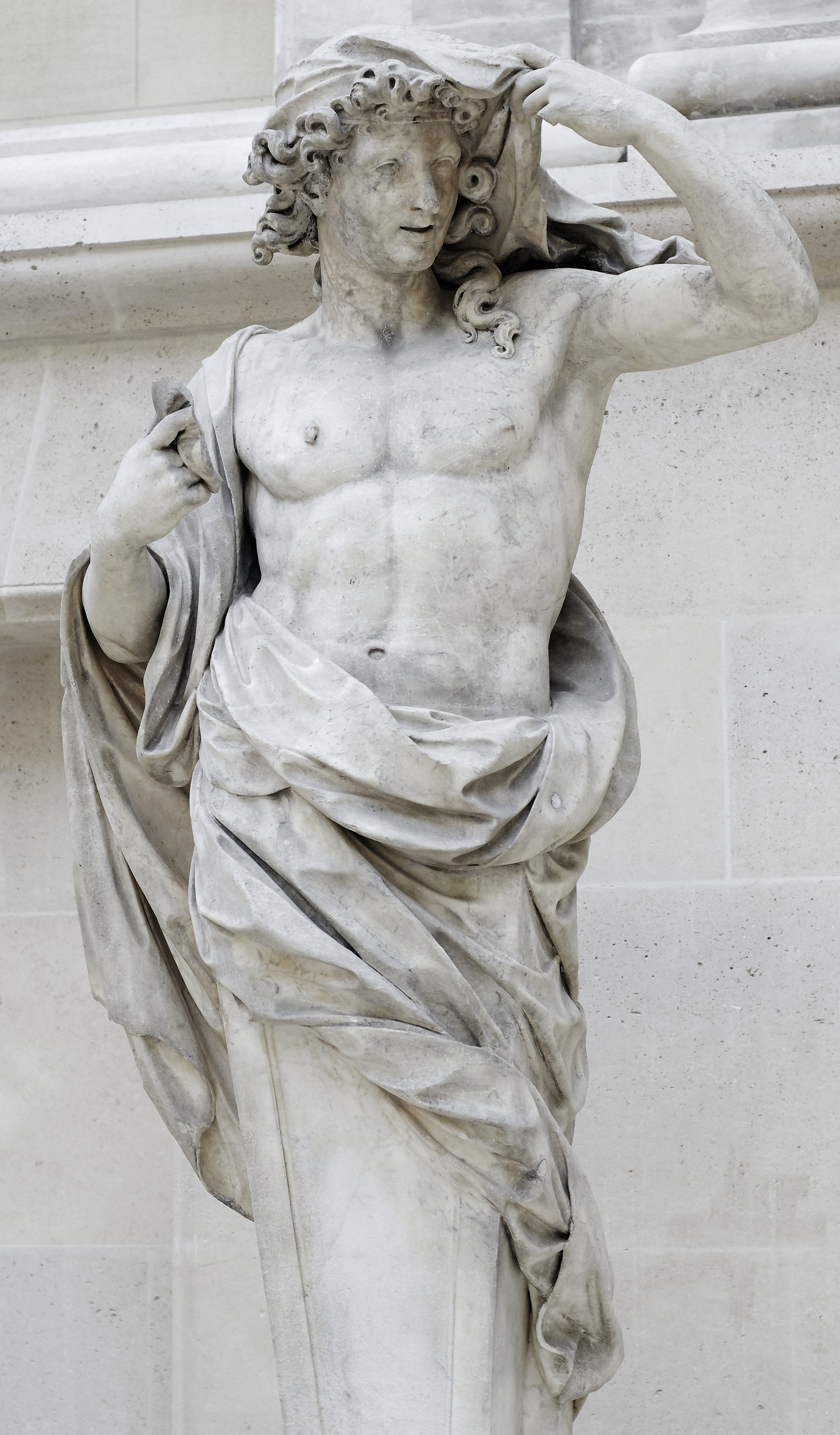
Original del Otoño en el Museo del Louvre

- El Otoño ( de la serie de las estaciones) , en el Museo del Louvre.

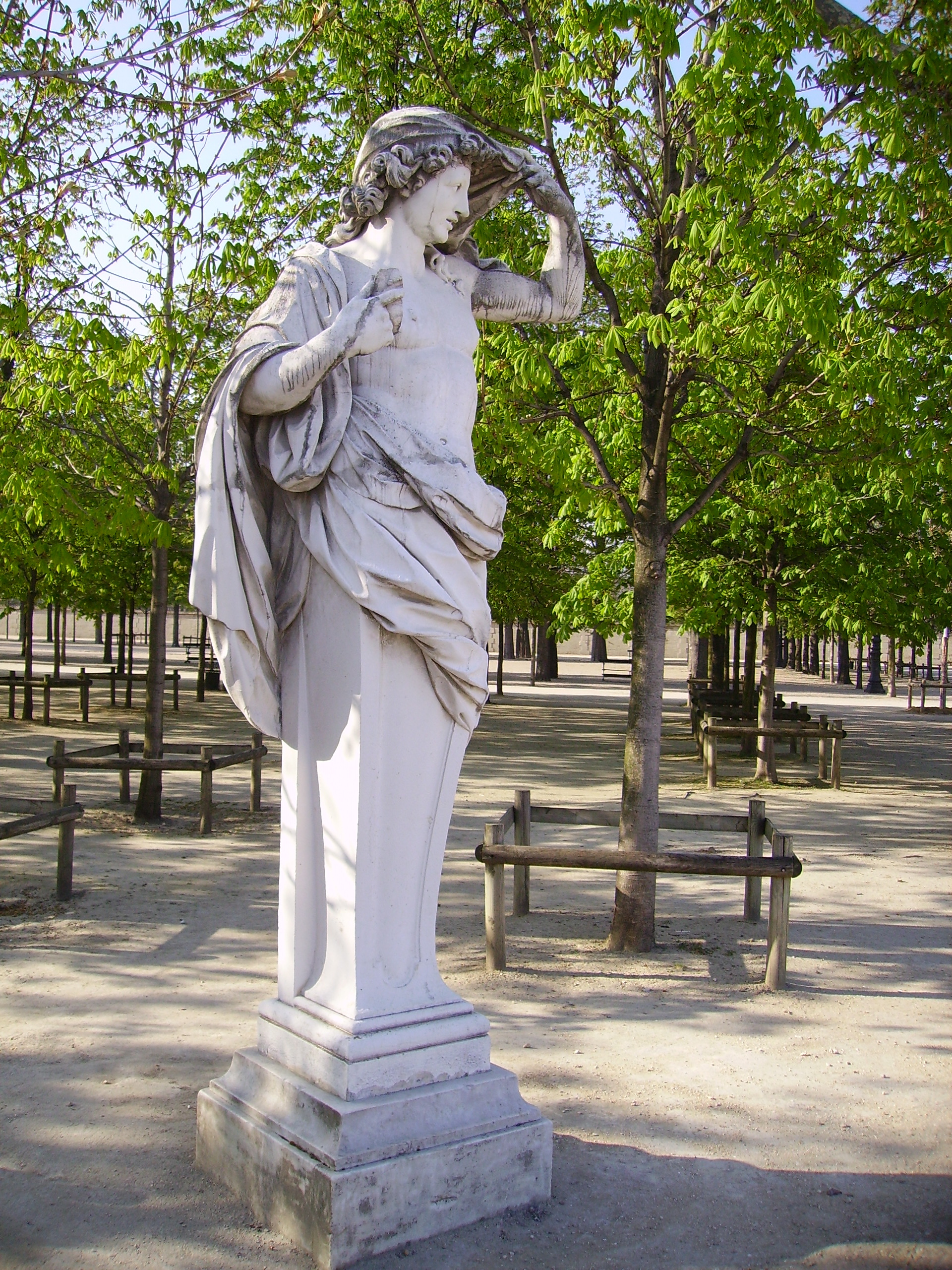
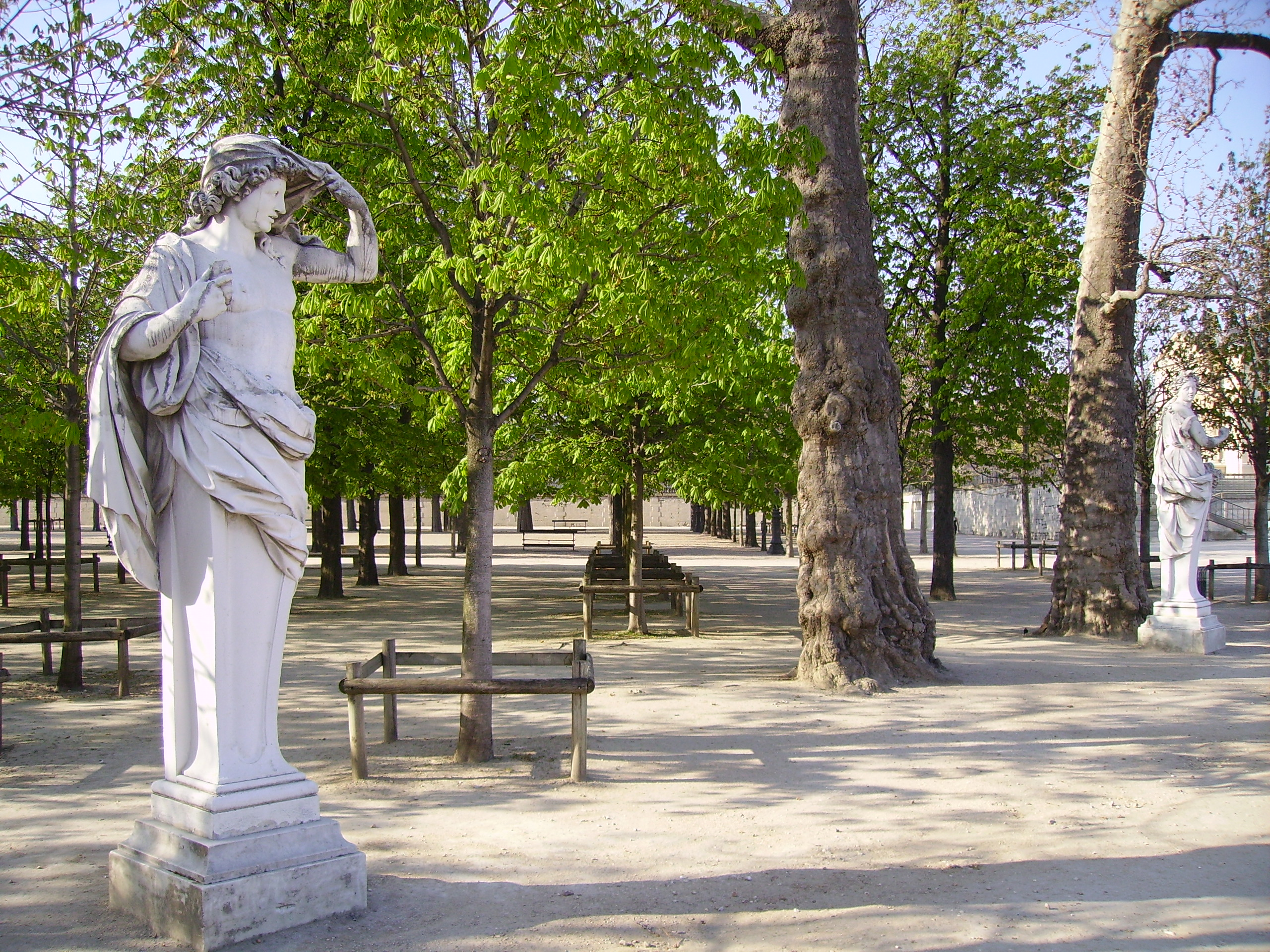
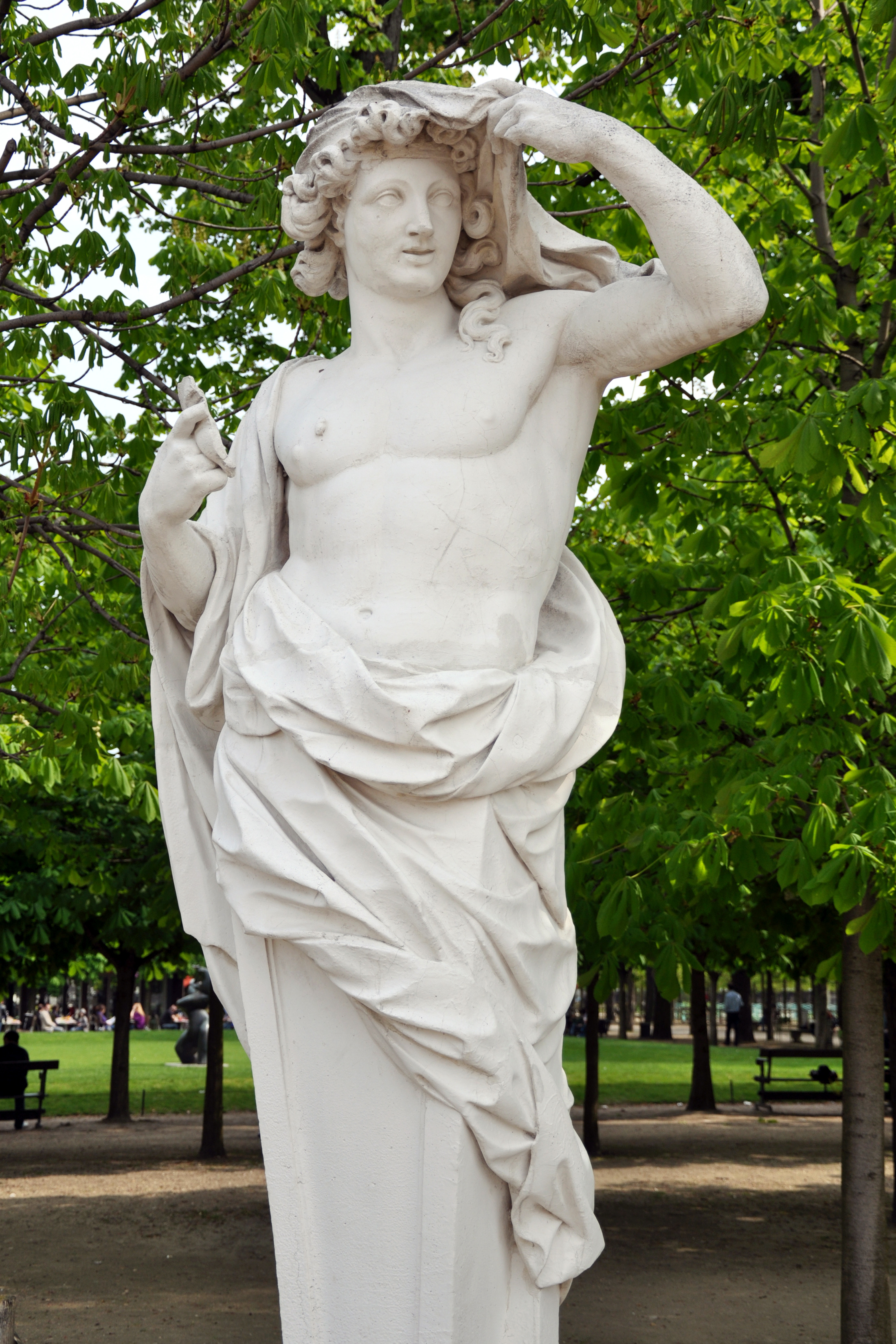

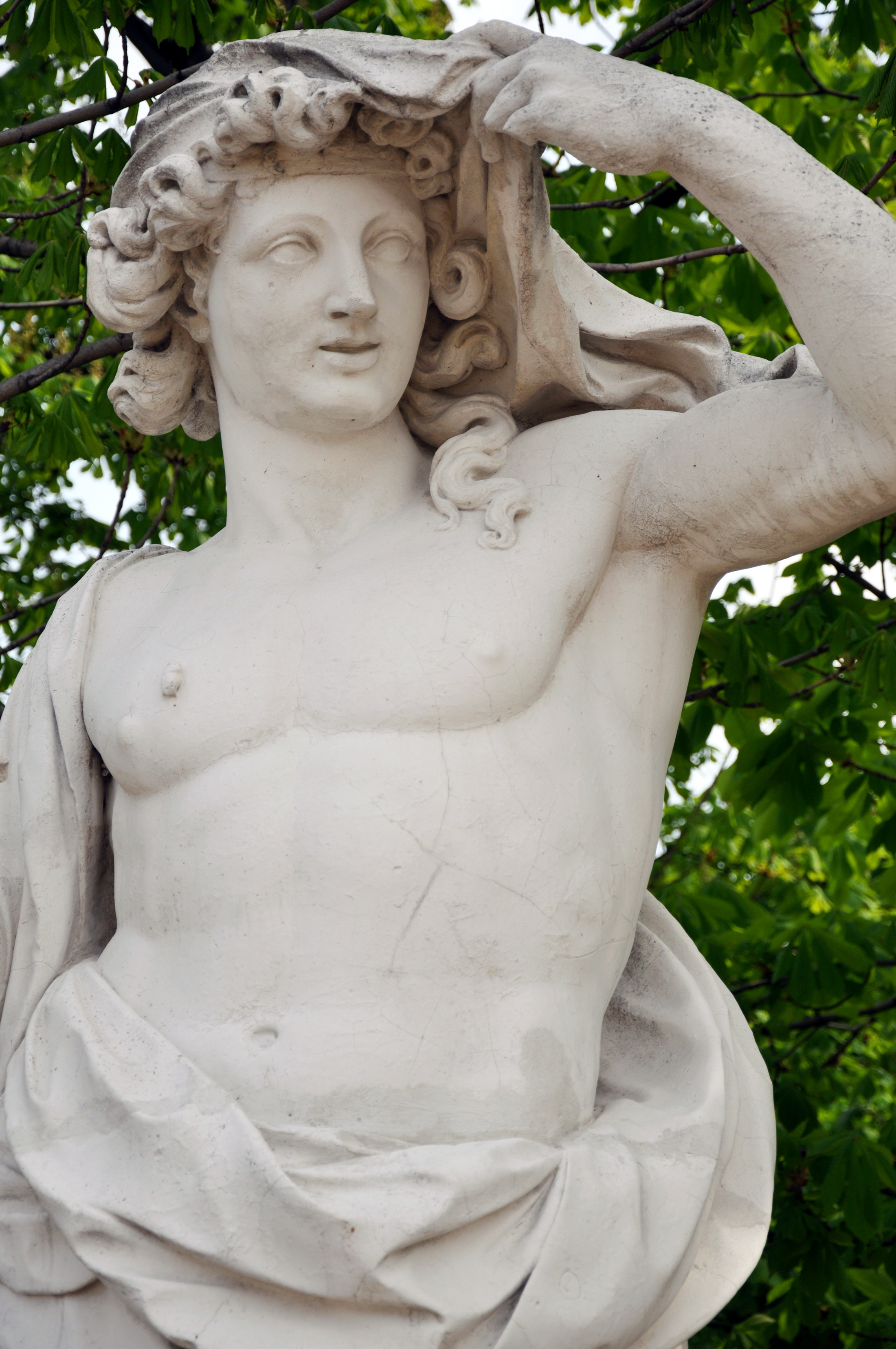
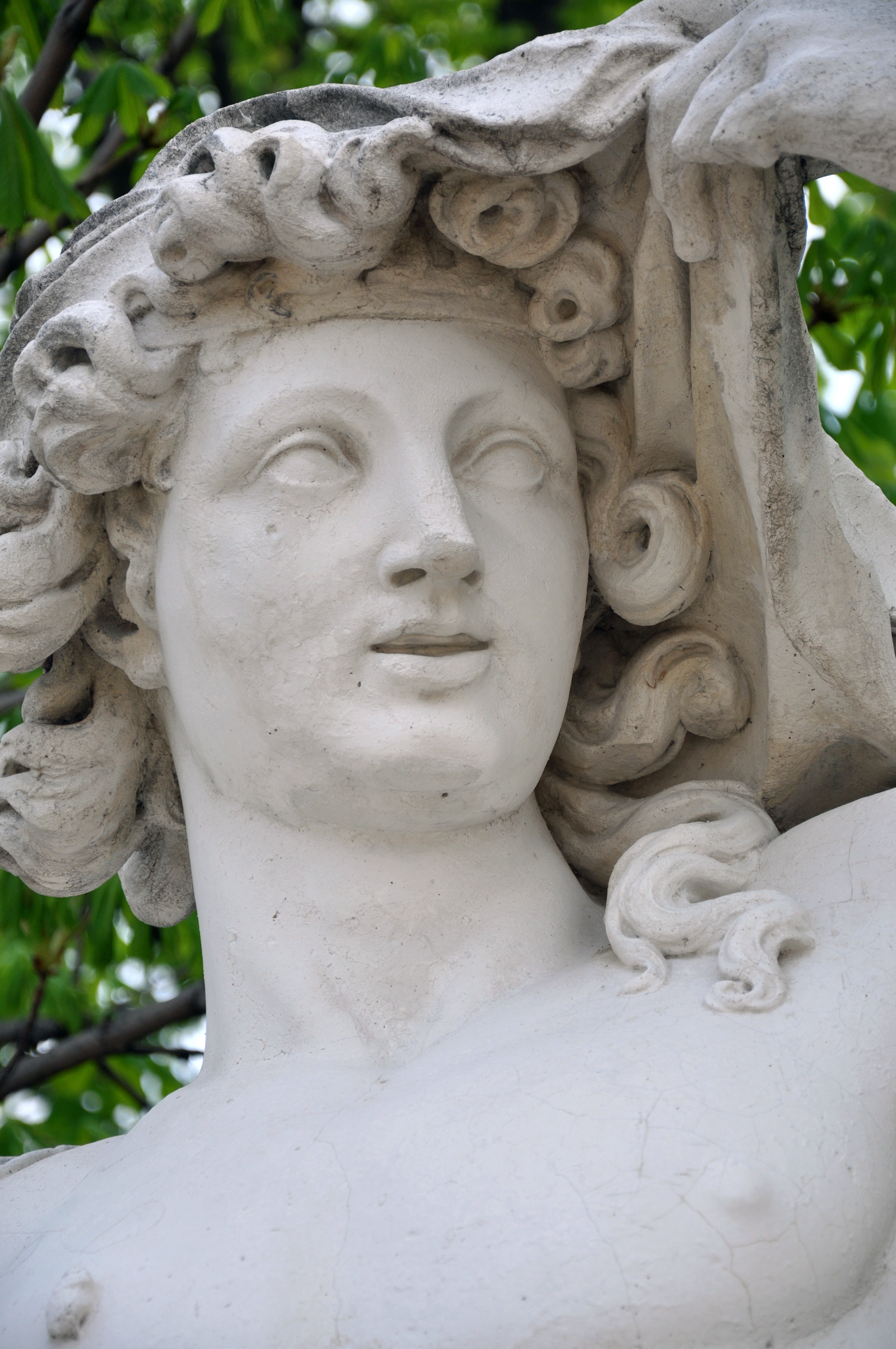
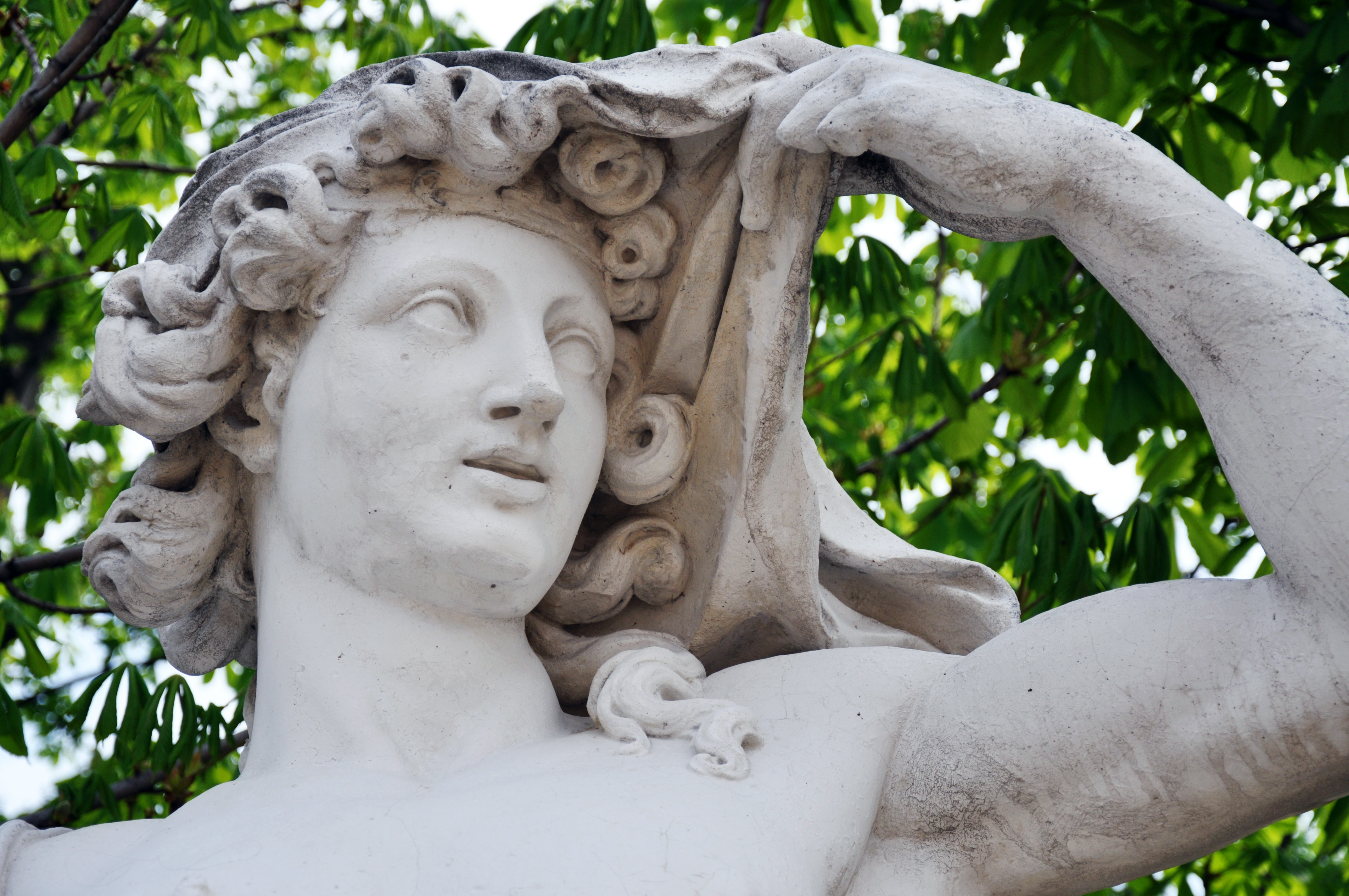

- El invierno, Conservada en el Museo del Louvre. Existe una copia en el Jardín de las Tullerias.

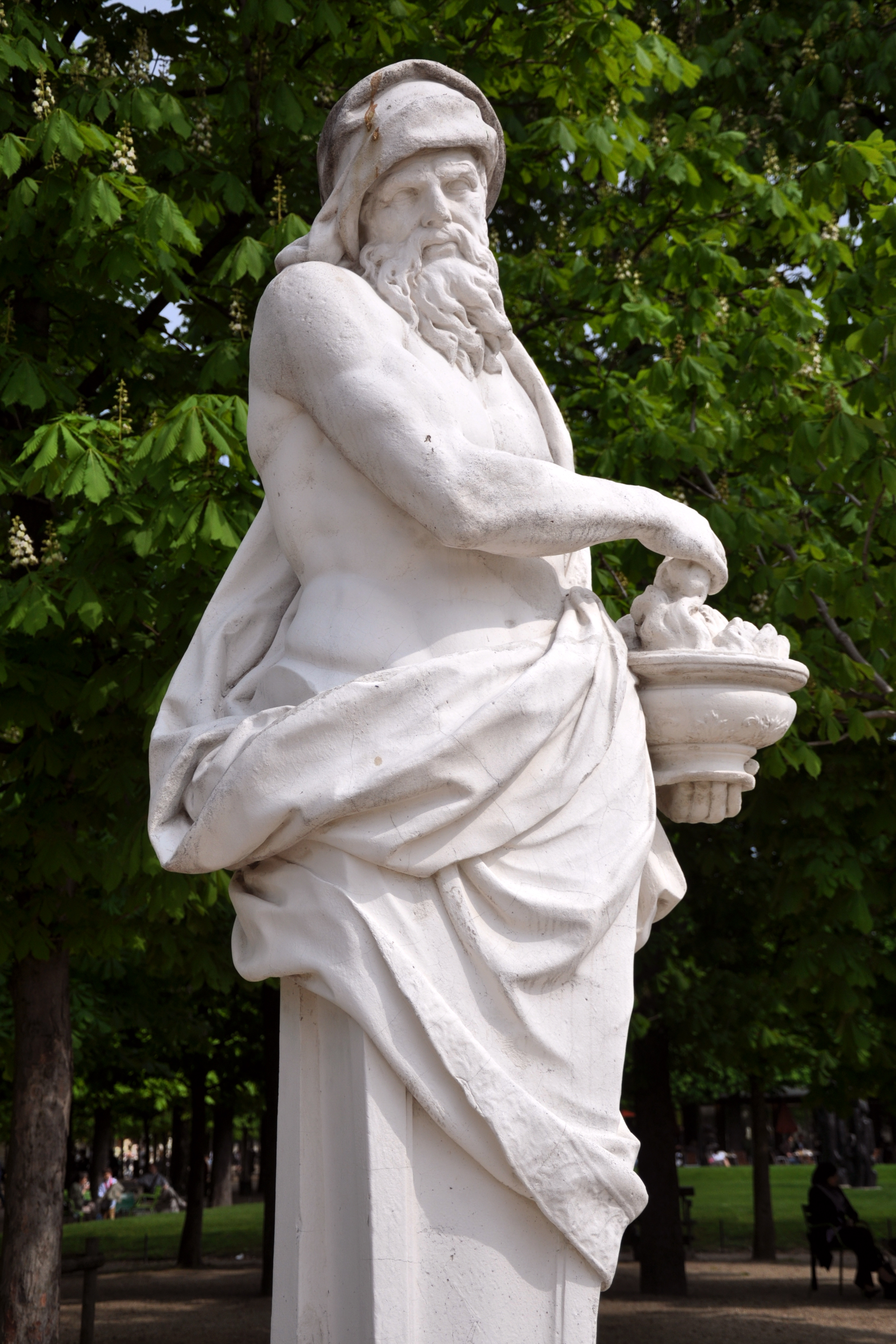
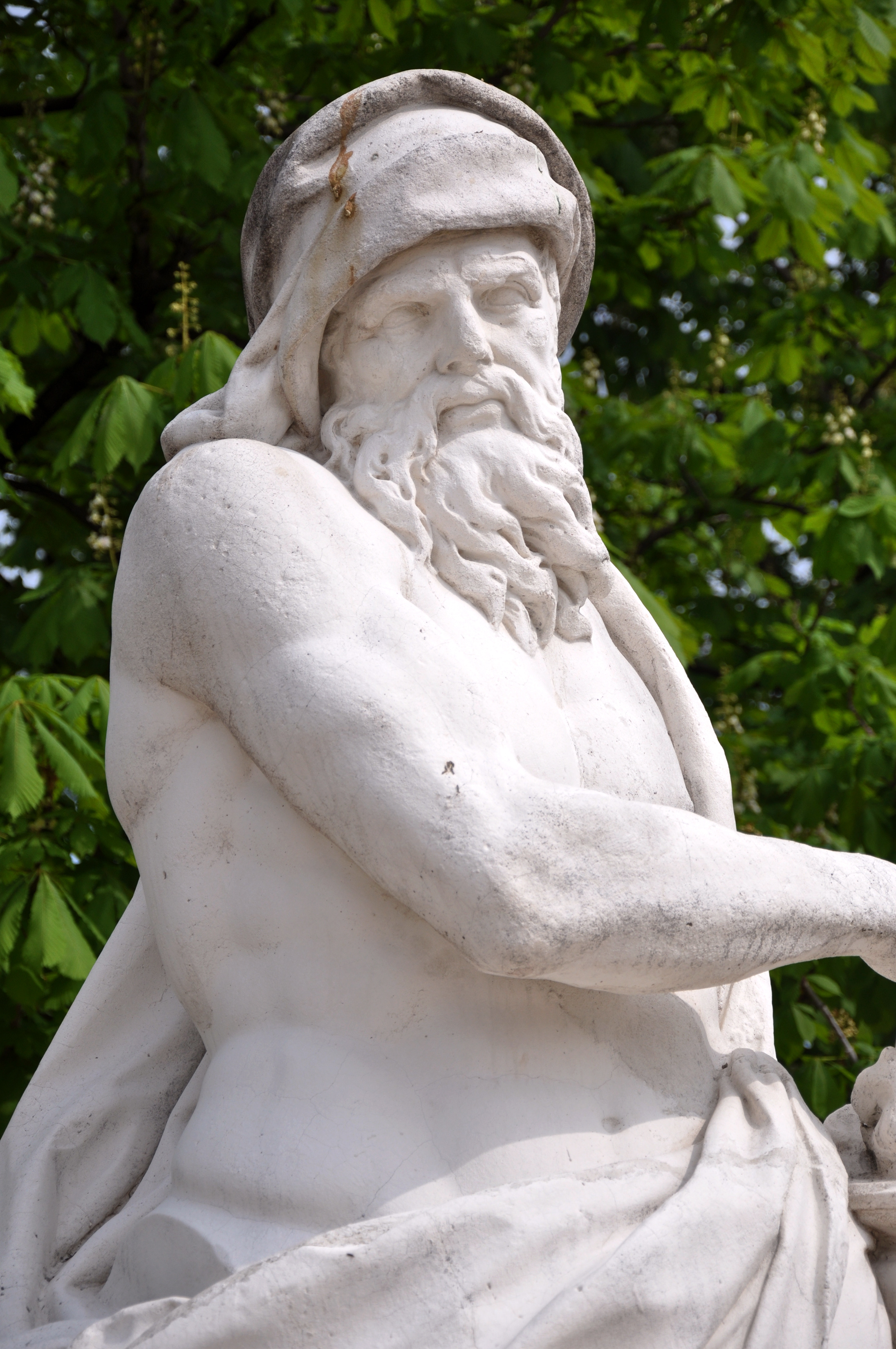
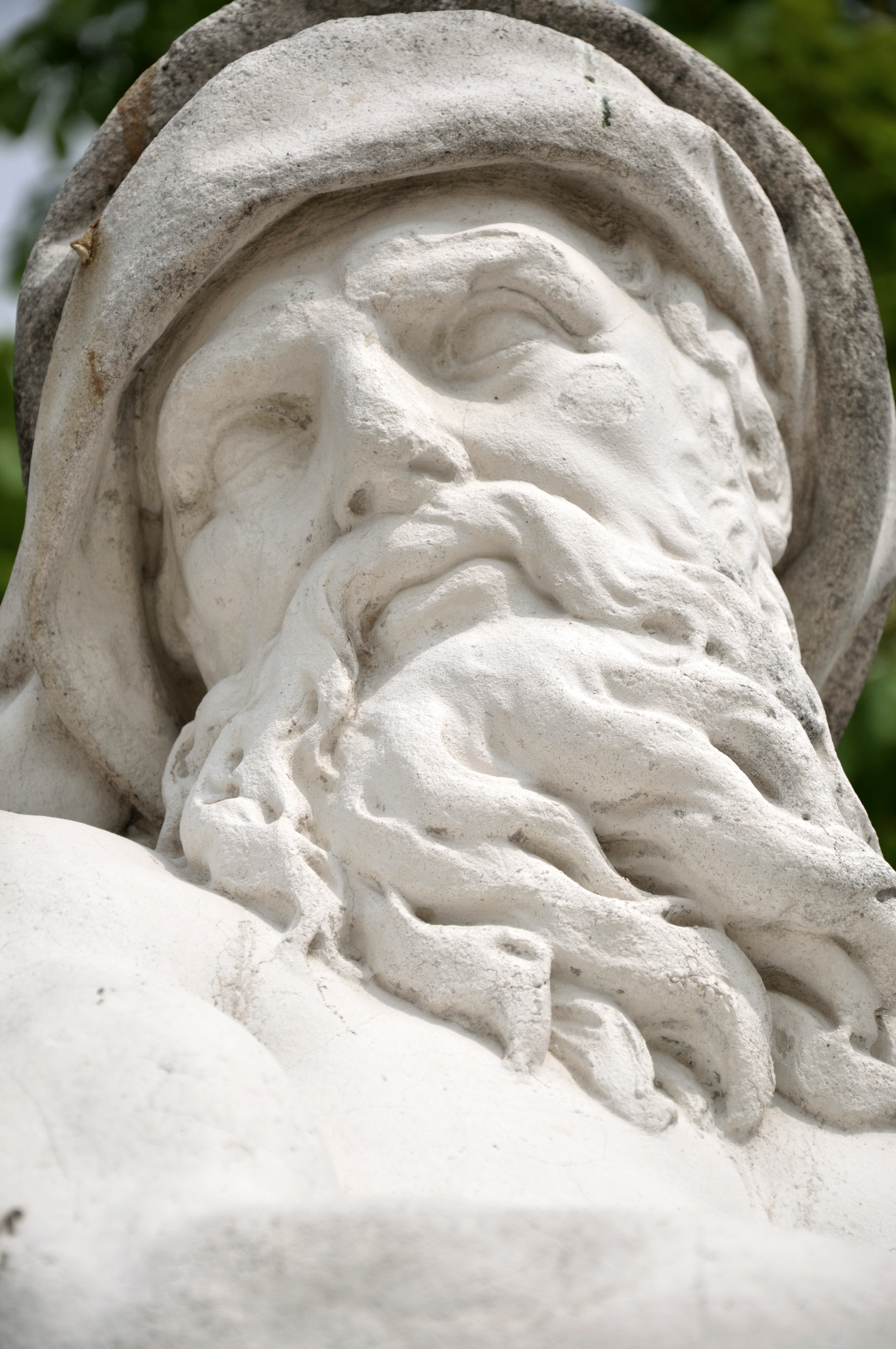

- Pomona. mármol de 1706-1709. (con piernas)[3]